# Australische zee-engel
De Australische zee-engel (Squatina australis) is een vis uit de familie van zee-engelen (Squatinidae) en behoort tot de superorde van haaien. Deze haai kan een lengte bereiken van 152 centimeter.

## Leefomgeving
De Australische zee-engel is een zoutwatervis. De soort komt voor in (sub)tropische wateren op het continentaal plat ten zuiden van Australië (zie kaartje) op een diepte tot 130 meter.

## Relatie tot de mens
De populatie van deze zee-engel bevindt zich in gebieden waar weinig met sleepnetten wordt gevist; het is daarom geen rodelijstsoort. Het visvlees van deze (en andere) zee-engelen is van uitstekende consumptiekwaliteit en wordt onder andere verkocht als graatloze filets.